# Parafia Świętej Bożej Rodzicielki Maryi w Klarysewie
Parafia Świętej Bożej Rodzicielki Maryi w Klarysewie – parafia rzymskokatolicka znajdująca się w dekanacie konstancińskim, archidiecezji warszawskiej, metropolii warszawskiej Kościoła katolickiego, w Konstancinie-Jeziornie, w dzielnicy Klarysew. Obsługiwana przez księży diecezjalnych.

## Historia
Parafia została erygowana w 1974. 

### Kościół parafialny
Obecny kościół parafialny pochodzi z lat 1972–1973; wybudowany według projektu Tadeusza Borkowskiego. Świątynię poświęcił 2 września 1973 prymas Stefan Wyszyński. Budowniczym kościoła był ks. Antoni Żmijewski, który zmarł miesiąc po jego konsekracji.

## Proboszczowie parafii
- ks. Ryszard Jagiełło (1974–1990)
- ks. prał. Andrzej Jan Fijałkowski (1990–2010)
- ks. kan. Tadeusz Jamka (od 2010)